# Schimmelhau-Buschhardt-Burscheid
Das Naturschutzgebiet Schimmelhau-Buschhardt-Burscheid liegt auf dem Gebiet der Gemeinde Engelskirchen im Oberbergischen Kreis in Nordrhein-Westfalen.
Das etwa 206 ha große Gebiet, das im Jahr 2005 unter Naturschutz gestellt wurde, erstreckt sich südöstlich des Kernortes Engelskirchen. Nördlich verläuft die A 4 und östlich die B 56. Unweit östlich des Gebietes fließt der Kaltenbach.